# Saint-Cergues
Saint-Cergues è un comune francese di 3 171 abitanti situato nel dipartimento dell'Alta Savoia della regione dell'Alvernia-Rodano-Alpi.

## Società

### Evoluzione demografica
Abitanti censiti